# Eusebio Escobar
Eusebio Escobar Ramírez (2 de julho de 1936) é um ex-futebolista colombiano que atuava como atacante.

## Carreira
Eusebio Escobar fez parte do elenco da Seleção Colombiana de Futebol, na Copa do Mundo de  1962. 